# 桑名みどり
桑名 みどり（くわな みどり）は、日本の元AV女優。

## 略歴
1992年11月に『最高学府の女』でAVデビュー。デビュー作と同時に撮影された2作目が翌月に発売された。ビデオ出演時のプロフィールでは東京大学教養学部の学生で外交官志望、年齢は19歳だとしていた。出演中はサングラスを終始着用し、顔ははっきりとはわからなかった。
京大生AV女優（響奈美）に続く東大生のAV出演はマスコミでもセンセーショナルな話題となる。本人は当初、テレビ番組にも出演し、東大の試験問題を解いてみせるパフォーマンスを披露するなどしていたが、学内で騒ぎが拡大するに至り、『週刊現代』誌上で「（AVとは知らず）騙されて出演した」と発言。これが当局の関心を引くところとなり、1993年1月、スカウトした芸能プロ「オフィス誠和」の代表など3人が職業安定法違反（有害業務の斡旋・募集）で逮捕され、いずれも罰金の略式命令を受けた。なお検挙された芸能プロの代表は、「騙された」とする桑名の主張は事実無根で、本人の了解を得ていたと主張している。
一連の騒動の過程で、デビュー時公表されたプロフィールは真実ではなく、当人は東大の理科二類の2年に在籍、年齢も出演時には既に20歳だったことが報道により明らかになった。兵庫県立神戸高等学校卒業。
第2回東京スポーツ映画大賞の特別賞を受賞している。

## 出演作品
- 最高学府の女 現役デビュー（1992年11月5日、MARIANA（ホップ））
- 現役T大の女（1992年12月9日、KUKI）